# N 6 (sommergibile)
L’N 6 è stato un sommergibile della Regia Marina.

## Storia
Entrò in servizio diversi mesi dopo l'epilogo della prima guerra mondiale.
Prese base a Taranto e vi rimase per due anni, dal 1919 al 1921, quando fu trasferito a La Spezia.
Fu impiegato nell'addestramento facendo base nel porto ligure e, talvolta, a La Maddalena.
Radiato nel 1935, fu avviato alla demolizione.